# Falstaff (Balfe)

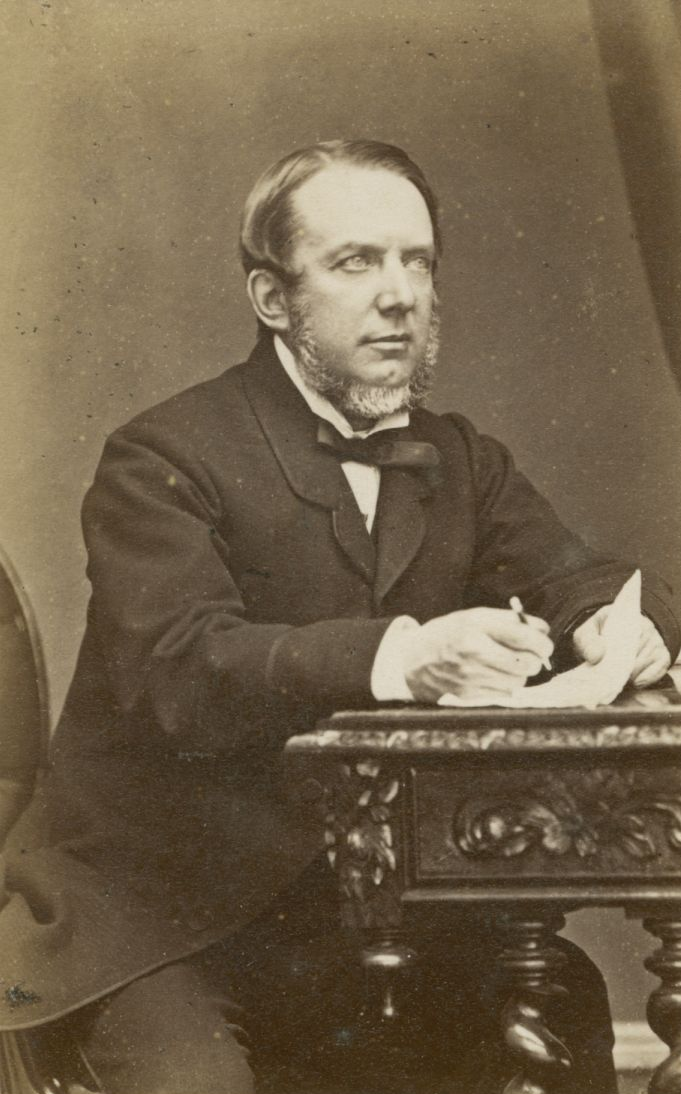
Michael William Balfe

Falstaff är en italienskspråkig opera med musik av Michael William Balfe och libretto av Manfredo Maggioni. Operan hade premiär den 19 juli 1838 på Her Majesty's Theatre i London.

## Inspelningar
- Falstaff Marcel Vanaud (Falstaff), Majella Cullagh (Mrs Ford), Sam McElroy (Ford), Barry Banks (Fenton) RTÉ Concert Orchestra dirigerad av Marco Zambelli i samarbete med Opera Ireland för RTÉ